# Sæby Kirke (Skive Kommune)
 For alternative betydninger, se Sæby Kirke. (Se også artikler, som begynder med Sæby Kirke)
Sæby Kirke er en kirke i Sæby Sogn, i det tidligere Harre Herred Viborg Amt, nu Skive Kommune. Kor og skib er opført i romansk tid af granitkvadre over skråkantsokkel. Begge de retkantede døre er bevaret, norddøren tilmuret, syddøren i brug. Klokkestablen ved østgavlen er fra slutningen af 1400-tallet. Ved en hovedistandsættelse i 1951-52 blev flere af de rundbuede vinduer genåbnet. Våbenhuset i gule mursten blev opført i 1951-52.
Kirken har flade bjælkelofter. Den runde korbue er bevaret med profilerede kragsten. Alterbordets forside har arkadefelter fra 1656. Altertavlen fra begyndelsen af 1600-tallet har malerier af Ingolf Røjbæk fra 1952. Prædikestolen er et snedkerarbejde fra 1593. På skibets vægge er ophængt to træfigurer, en figur til et krucifiks og en figur, som formodentlig stammer fra et sengotisk alter, figurerne har været opbevaret på Nationalmuseet men kom tilbage til kirken i 1996, da kirken blev istandsat.
Den romanske døbefont af granit har kors på kummen og firkantet fod med hjørnekløer.